# Lex Hortensia
Lex Hortensia, česky Hortensiův zákon je starověký římský zákon, přijatý roku 287 př. n. l. lidovým shromážděním. Jeho rogatorem (navrhovatelem) byl diktátor Quintus Hortensius, plebejec. Zákon měnil způsob přijímaní usnesení (plebiscit) plebejským shromážděním (Concilium plebis). Plebiscitum muselo být napříště schváleno senátem dříve, než bylo předloženo ke schválení na plebejském shromáždění (do vydání zákona senát schvaloval plebiscita až po jejich přijetí shromážděním). Tím byl postup sjednocen s postupem při přijímaní zákonů (leges) na ostatních lidových shromážděních, kde obdobný postup zavedl již Lex Publilia Philonis (Publiliův Philonův zákon) roku 339 př. n. l.